# Associação Black Bulls
Associação Black Bulls ist ein mosambikanischer Fußballverein mit Sitz in Matola, Maputo. Der Verein wurde 2017 gegründet und spielt derzeit in der Moçambola, der höchsten Spielklasse des Landes.

## Geschichte
Das offizielle Debüt der Black Bulls in der ersten Liga war mit seinem 2:1-Sieg über Ferroviário Nampula.
Der Verein gab 2020 sein Debüt in der Moçambola, nachdem er im Vorjahr die Liga de Honra Sul, die Südgruppe der zweiten Liga gewonnen hatte. Aufgrund der COVID-19-Pandemie musste jedoch die Saison 2020 nach vier Wochen pausiert und anschließend verschoben werden. Später gewannen die Black Bulls als Neuling erstmals die Liga.
In dieser Saison wurde er nationaler Meister und schaffte die Qualifikation für die CAF Champions League 2022–23, was seine erste Teilnahme an einem internationalen Turnier ist.
Nach einem 2:1-Sieg über UD Songo gewann Associação Black Bulls 2023 erstmals den mosambikanischen Pokal. Die Reservemannschaft holte durch ein Sieg am 26. Januar 2019 gegen Matchedje Maputo den Regionalpokal der Hauptstadt Maputo. Die erste Mannschaft gewann diese dreimal (2018, 2023 und 2024).
Associação Black Bulls und  Baía de Pemba FC sind die einzige Teams der Moçambola 2022/23, die nicht von staatlichen Unternehmen finanziell unterstützt werden.

## Stadion
Der Verein trägt seine Heimspiele im Estádio da Matola in Maputo aus. Das Stadion hat ein Fassungsvermögen von 5000 Personen.

## Erfolge
- Mosambikanischer Meister: 2021, 2024
- Mosambikanischer Pokalsieger: 2023
- Mosambikanischer Zweitligameister: 2019
- Mosambikanischer Superpokalsieger: 2022[8]
- Maputo-Pokalsieger: 2018, 2019 (Reserve), 2023, 2024

## Teilnahme an CAF-Wettbewerben
| Saison  | Turnier              | Runde         | Gegner                       | Hin | Rück | Gesamt |
| ------- | -------------------- | ------------- | ---------------------------- | --- | ---- | ------ |
| 2022/23 | CAF Champions League | Qualifikation | Atlético Petróleos de Luanda | 0-3 | 1-2  | 1-5    |

## Nationalspieler
Torhüter Ivane Urrubal und Feldspieler Nené wurde für den Afrika-Cup 2024 in
den Kader von Mosambik berufen. Beide standen mindestens ein Spiel auf dem Feld. Nené sogar zwei.

## Trainer
| Trainer       | Nation   | von            | bis               |
| ------------- | -------- | -------------- | ----------------- |
| Hélder Duarte | Portugal | 1. Januar 2015 | 18. Dezember 2021 |
| Custódio Gune | Mosambik | 1. Juli 2020   |                   |